# Beratungsstelle Radikalisierung
Die Beratungsstelle Radikalisierung ist ein Beratungsangebot des Bundesamtes für Migration und Flüchtlinge vor allem für Angehörige, aber auch Freunde und Lehrer von jugendlichen Muslimen in Deutschland, die sich dem Islamismus zuwenden. Eingerichtet wurde die Stelle zum 1. Januar 2012 als Teil der Initiative Sicherheitspartnerschaft, die verhindern soll, dass sich die Jugendlichen weiter radikalisieren. Die Finanzierung der kostenlosen Beratung liegt beim Bundesinnenministerium.

## Ansatz und Ziele
Die Beratungsstelle folgt dem Ansatz, die Jugendlichen nicht direkt, sondern über deren Umfeld zu erreichen. Ein direkter Kontakt mit den jungen Muslimen findet nicht statt. Dahinter steht der Gedanke, dass das soziale Umfeld eine Radikalisierung am ehesten bemerkt und auch für eine „Deradikalisierung“ unverzichtbar ist. Mit dem Kontakt zu Eltern verfolgt man zwei Ziele: Erstens möchte man ihre Verunsicherung im Umgang mit ihren Kindern durch entsprechende Aufklärung auffangen. Zweitens wird über die Angehörigen versucht, Einfluss auf die Jugendlichen zu nehmen. Voraussetzung dafür ist, dass weiterhin ein Kontakt zur Familie besteht und sich die Jugendlichen nicht vollständig von ihrem sozialen Umfeld zurückgezogen haben.

## Arbeitsweise
Der erste Kontakt mit der Beratungsstelle findet über eine Telefonhotline statt, an die sich Ratsuchende wenden können. In einem ersten Gespräch können Fragen beantwortet und geklärt werden, ob eine weitere Beratung nötig ist. Im Bedarfsfall können dann auch persönliche Gespräche mit lokalen Beratern vor Ort stattfinden. Diese Berater (z. B. Sozialpädagogen, Islamwissenschaftler, Imame) sollen die Angehörigen beim Umgang mit dem Radikalisierten begleiten. Die Beratungsstelle arbeitet dabei mit anderen zivilgesellschaftlichen Akteuren wie dem Beratungsnetzwerk Grenzgänger, Violence Prevention Network, VAJA Bremen und dem Zentrum Demokratische Kultur zusammen. Ein Kontakt mit den Sicherheitsbehörden findet nur im Ausnahmefall statt, wenn eine Gefahr vom Radikalisierten ausgeht. Ansonsten sind die Gespräche vertraulich. Neben Deutsch ist eine Beratung auch auf Englisch, Türkisch, Französisch, Arabisch, Persisch, Russisch und Usbekisch möglich.

## Reaktionen
Um die Beratungsstelle Radikalisierung in der Öffentlichkeit bekannt zu machen, wurde eine Plakatkampagne entworfen. Vier der sechs an der Initiative Sicherheitspartnerschaft beteiligten Verbände stellten die Zusammenarbeit daraufhin unter Protest ein, da auf Vorbehalte und Bedenken der Verbände vom Ministerium nicht reagiert worden sei. Die Plakate kriminalisierten die Zielgruppe aufgrund ihrer Ähnlichkeit zu Fahndungsplakaten.
Die Beratung selbst erreicht zahlreiche Betroffene. Bis Mitte 2014 gingen etwa 950 Anrufe bei der Beratungsstelle ein – am häufigsten aus Nordrhein-Westfalen, Hessen, Berlin, Bremen und Hamburg. Die meisten Beratungsanfragen konnten am Telefon ohne Beratung vor Ort bearbeitet werden. Bis Oktober 2022 gingen mehr als 5.000 telefonische Anfragen ein.
Das Konzept der Deradikalisierungshotline wurde zum 1. Dezember 2014 auch in Österreich verwirklicht. Die dortige Einrichtung gehört nicht zum Geschäftsbereich des Innenministeriums, sondern ist dem Familienministerium unterstellt, um die Hemmschwelle für einen Anruf möglichst gering zu halten. Die Beratung erfolgt anonym und kostenlos in fünf Sprachen. Anders als bei der deutschen Hotline soll sie aber nicht nur islamistische, sondern auch andere extremistische Radikalisierung verhindern.